# Stepan Sarkisjan
Stepan Sarkisjan (arménsky Ստէփան Սարգսյան), (* 15. září 1962 Šamut, Sovětský svaz) je bývalý sovětský zápasník, volnostylař arménského původu, stříbrný olympijský medailista a mistr Evropy z roku 1988.

## Biografie
Sarkisjan se narodil 15. září 1962 v obci Šamut, v sovětské Arménii. V roce 1976 se rodina přestěhovala do Vanadzoru, kde se začal věnovat zápasu. V roce 1981 vyhrál mistrovství světa juniorů.
V roce 1984 se stal členem reprezentačního týmu Sovětského svazuS. Téhož roku získal zlatou medaili na Světovém poháru v týmové soutěži, když ve finále porazil Američana Leroye Smitha. Rok 1988 byl pro Sarkisyana nejúspěšnějším v jeho kariéře. Stal se šampionem Sovětského svazu, vybojoval zlatou medaili na mistrovství Evropy a tím se kvalifikoval na olympijské hry v Soulu. Sarkisyan snadno a dominantně porážel všechny své soupeře až do finále. V tom narazil na Johna Smitha, mladšího bratra Leroye, který byl nad jeho síly. Vybojoval tedy stříbrnou medaili. V roce 1988 mu byl udělen titul Zasloužilý mistr sporu SSSR.
V roce 1990 opustil sovětský národní tým a v roce 1991 ukončil aktivní sportovní kariéru. Později pracoval jako sportovní úředník v Arménii. Od roku 1996 probíhá ve Vanadzoru turnaj nesoucí jeho jméno. V letech 1998 až 2002 byl prezidentem Arménské zápasnické federace a od roku 2002 pak čestným prezidentem.